# پاکو کابساس
پاکو کابساس (اسپانیایی: Paco Cabezas‎؛ زادهٔ ۱۹۷۸) کارگردان فیلم و فیلم‌نامه‌نویس اهل اسپانیا است. وی از سال ۲۰۰۰ میلادی تاکنون مشغول فعالیت بوده‌است.
از فیلم‌ها یا مجموعه‌های تلویزیونی که وی در آن‌ها نقش داشته‌است، می‌توان به استخوان‌ها، عروس کولی، بدن نئونی، خدا نگهدار، فیلم اسپانیایی، خشم و آقای مطلوب اشاره نمود.